# Michelle Bartsch-Hackley
Michelle Bartsch-Hackley (Maryville, 12 de fevereiro de 1990) é uma jogadora profissional de vôlei norte-americana da seleção feminina de vôlei dos Estados Unidos. Ela jogou vôlei universitário no Universidade de Illinois Fighting Illini de 2008 a 2011. Ela ganhou o ouro com a seleção nacional nos Jogos Olímpicos de Verão de Tóquio em 2020.

## Início de vida
Michelle nasceu em 1990, em Maryville, Illinois, nos Estados Unidos. Ela é filha de Julie, que jogava vôlei na Universidade do Kansas, e de Michael, que jogava futebol no Blackburn College, e tem um irmão, Andrew, que competia atletismo na Universidade da Califórnia em Davis e na Universidade de Wisconsin–Madison. Frequentou a Universidade de Illinois, onde estudou Gestão Esportiva, enquanto atuava como uma assistente técnica estudantil na universidade.

## Carreira
Sua carreira começou na Collinsville High School, em Illinois, onde se destacou no basquete, natação e atletismo. Enquanto jogava no ensino médio, ela se juntou às seleções juvenis dos Estados Unidos, ganhando a medalha de ouro no Campeonato Sub-18 dos Estados Unidos em 2006, e no Campeonato Sub-20 da América do Norte, em 2008.[carece de fontes?]
De 2008 a 2011, ela jogou pela Universidade de Illinois em Urbana-Champaign, alcançando o Campeonato Nacional da Divisão I da National Collegiate Athletic Association em seu último ano, perdendo para a Universidade da Califórnia em Los Angeles; apesar da derrota, ela recebeu diversos prêmios individuais durante a temporada.[carece de fontes?]
Estreou-se profissionalmente em 2012 pelo Llaneras de Toa Baja, na Liga de Voleibol Superior Feminino de Porto Rico.
Ela então jogou pelo Rote Raben Vilsbiburg de 2013 a 2014, vencendo a Copa da Alemanha. Ela ficou na Alemanha na temporada seguinte, mas jogou pelo clube Dresdner Sportclub 1898, que venceria o Campeonato Alemão de 2015 e novamente o Campeonato Alemão mais a Copa da Alemanha em 2016. Em 2015 estreou na seleção dos Estados Unidos. Em 2015, conquistou a medalha de ouro nos Jogos Pan-Americanos. Em 2017, ela ganhou uma medalha de ouro na Copa Pan-Americana de Voleibol Feminino de 2017 e uma medalha de bronze na Copa dos Grandes Campeões Mundiais Femininos de Voleibol da FIVB de 2017.
Em 2016–17, jogou pelo Neruda Volley di Bolzano na Série A1 da Liga Italiana de Voleibol. Em 2017 se transferiu para o Busto Arsizio alcançando a quarta colocação do campeonato nacional. No ano de 2018 mudou-se para o atual vice campeão italiano Novara e conquistou um dos títulos mais importantes de sua carreira em clubes: a Liga dos Campeões da Europa de voleibol feminino.[carece de fontes?]
Na temporada 2019–20, se transferiu para o Beijing da China, e por ser um campeonato mais curto que o normal, quatro meses após o termino do mesmo assinou com o Vakifbank Istanbul, da Turquia, para jogar no restante da temporada.[carece de fontes?]
Em 2020, ela foi introduzida no University of Illinois Athletics Hall of Fame.
Em maio de 2021, ela foi nomeada para a lista de 18 jogadores do torneio da Liga das Nações de Voleibol da FIVB, disputado de 25 de maio a 24 de junho em Rimini, Itália. Foi a única grande competição internacional antes das Olimpíadas de Tóquio, em julho. A equipe dos Estados Unidos ganhou o ouro e Bartsch-Hackley foi eleito o Melhor Rebatedor Externo e MVP.
Em 7 de junho de 2021, o técnico da seleção dos Estados Unidos, Karch Kiraly, anunciou que faria parte da escalação olímpica de 12 jogadores para os Jogos Olímpicos de Verão de 2020 em Tóquio. Em 8 de agosto de 2021, ela ganhou a medalha de ouro como integrante da seleção feminina de vôlei dos Estados Unidos que derrotou o Brasil por 3 a 0 na partida final. Ela foi nomeada co-"Melhor rebatedora externa" (junto com seu companheiro de equipe Jordan Larson) das Olimpíadas.
Em 12 de abril de 2022, Bartsch-Hackley anunciou que fará uma pausa após o término da temporada de clubes de 2022 e deixará o voleibol por tempo indeterminado até pelo menos janeiro de 2023. Durante este período, ela não participará de nenhuma competição nem assinará com novos clubes.

## Vida pessoal
O marido dela é Corbin Hackley. Seu marido viaja com ela quando ela brinca e traz consigo seu cachorro, Champion.  Seu irmão, Andrew Bartsch, é casado com Kelsey Card, que competiu nos Jogos Olímpicos de Verão de Tóquio no lançamento de disco.

## Clubes
Os clubes que Michelle participou são:[carece de fontes?]
| Clube                    | País       | Temporadas |
| Llaneras de Toa Baja     | Porto Rico | 2012       |
| Rote Raben Vilsbiburg    | Alemanha   | 2013-2014  |
| Dresdner Sportclub       | Alemanha   | 2014-2016  |
| Neruda Volley di Bolzano | Itália     | 2016-2017  |
| Busto Arsizio            | Itália     | 2017-2018  |
| Igor Gorgonzola Novara   | Itália     | 2018-2019  |
| Beijing BAIC Motor       | China      | 2019-2020  |
| Vakifbank                | Turquia    | 2020-2021  |
| Soul Vôlei Maringá       | Brasil     | 2023-2024  |

## Prêmios
Os prêmios que Michelle conquistou são:[carece de fontes?]

### Premiações individuais
- Grand Prix de Voleibol Feminino de 2017: "Melhor Saque"
- Liga das Nações de Voleibol Feminino de 2018: "Most Valuable Player (MVP)"
- Liga das Nações de Voleibol Feminino de 2018: "Melhor Ponteira"
- Campeonato Turco de Voleibol Feminino de 2020/21: "Melhor Ponteira"
- Liga das Nações de Voleibol Feminino de 2021: "Most Valuable Player (MVP)"
- Liga das Nações de Voleibol Feminino de 2021: "Melhor Ponteira
- Jogos Olímpicos de Verão de 2020: "Melhor Ponteira"
- Jogos Olímpicos de Verão de 2020: "Melhor Passe"